# Warner Bros. Presents... Montrose!
Albums de Montrose
Paper Money
(1974) Jump on It
(1976)
Warner Bros. Presents... Montrose!, paru en 1975, est le troisième album de Montrose.

## L'album
Ce troisième album voit l'arrivée d'un nouveau chanteur, Bob James, et l'introduction dans le groupe d'un claviériste, Jim Alcivar.

Dernier album avec Alan Fitzgerald.

À l'exception de deux titres, les compositions sont signées par les membres de Montrose.

## Musiciens
Bob James : voix

Ronnie Montrose : guitare

Alan Fitzgerald : basse

Denny Carmassi : batterie

Jim Alcivar : claviers

## Les titres
1. Matriarch - 4 min 33 s
2. All I Need - 4 min 21 s
3. Twenty Flight Rock - 2 min 43 s
4. Whaler - 6 min 54 s
5. Dancin' Feet - 4 min 05 s
6. O Lucky Man - 3 min 11 s
7. One and a Half - 1 min 36 s
8. Clown Woman - 4 min 21 s
9. Black Train - 4 min 34 s

## Informations sur le contenu de l'album
- Matriarch est également sorti en single.
- Twenty Flight Rock est une reprise d'Eddie Cochran de 1957.
- O Lucky Man est une reprise d'Alan Price de 1973.